# Дупнишки партизански отряд
Дупнишкият партизански отряд „Коста Петров“ е подразделение на Първа Софийска въстаническа оперативна зона на т. нар. НОВА по време на комунистическото партизанско движение в България (1941-1944). Действа в околностите на Дупница.
На 2 август 1941 г. първите партизани Васил Демиревски и Асен Орански създават партизанска група в Дупнишко. В началото на 1942 г. от 13 бойци е създадена Дупнишката чета „Коста Петров“ - едно от първите партизански формирования в страната. Наименувана е на загиналия през 1923 г. кмет на Дупнишката комуна Коста Петров. На 13 април 1942 г. води престрелка с полицейско подразделение при с. Самораново.
През юни 1943 година четата прераства в отряд „Коста Петров“. Командир на отряда е Васил Демиревски, политически комисар Асен Васев. Отрядът извършва над 40 акции, сред които по-важни са тези в гр. Дупница, с. Рила, с. Самораново, с. Горна Козница, с. Бозовая, с. Падала, с. Шатрово и др. Води бой с армейски и жандармерийски подразделения при с. Стоб и с. Полетинци.
През май 1944 година е създадена нова чета за действия в местността „Разметаница“. На 25 юни 1944 г. чета от отряда е обкръжена при с. Еремия и след тежък бой дава 17 жертви. Задено с Първа софийска народоосвободителна бригада води тежък бой на 16 май 1944 г. при с. Дебели лаг. В началото на август отрядът се влива в Рило-пиринския партизански отряд. На 24 август 1944 г. провежда Жабокрекската акция.
В нощта на 8 срещу 9 септември 1944 г. води голям бой с армията в с. Рила, вследствие на който пленява 250 войници. На 9 септември, след сражение с полицията овладява гр. Дупница и установява властта на ОФ.
След 9 септември 1944 г. се включва в Трети народоосвободителен гвардейски полк и участва в първата фаза на участието на България във войната срещу Третия Райх.